# Darya Pizhankova
Darya Pizhankova (née le 9 janvier 1990 à Kharkiv) est une athlète ukrainienne spécialiste du sprint.

## Carrière
Elle remporte les titres du 200 mètres et du relais 4 × 100 mètres, ainsi que la médaille d'argent du 100 mètres à l'occasion des Championnats d'Europe espoirs 2011 d'Ostrava. Mais, Darya Pizhankova est déchue de ses deux médailles après avoir fait l'objet d'un contrôle antidopage positif lors de cette compétition. Elle est suspendue deux ans par la Fédération ukrainienne d'athlétisme. 

### Records
| Épreuve | Performance | Lieu     | Date            |
| ------- | ----------- | -------- | --------------- |
| 60 m    | 7 s 40      | Belgorod | 29 janvier 2011 |
| 100 m   | 11 s 35     | Yalta    | 30 mai 2011     |
| 200 m   | 22 s 91     | Yalta    | 31 mai 2011     |